# Chilezuela
Chilezuela es un término peyorativo chileno para describir una versión distópica de Chile con atributos negativos similares a los de la Venezuela bolivariana. El término ganó mucha fuerza en las elecciones presidenciales de 2017, cuando los partidarios del candidato de derecha Sebastián Piñera lo aplicaron a lo que afirmaban era un camino hacia la crisis y el subdesarrollo. Durante la campaña, a través de las redes sociales de grupos de venezolanos exiliados se difundieron falsos rumores de que Nicolás Maduro apoyaba al candidato chileno de centro izquierda, Alejandro Guillier. El propio Piñera buscó vincular peyorativamente a Guillier con Maduro.
El término es parte de una amplia tendencia en el mundo hispanohablante de hacer referencias negativas a Venezuela durante las campañas políticas debido a su situación social.Este y términos similares como Argenzuela, Peruzuela y venezuelización se utilizan durante las campañas políticas para afirmar lo que supuestamente sucederá si gana un candidato de izquierda.